# Anyphaena rita
Anyphaena rita är en spindelart som beskrevs av Norman I. Platnick 1974. Anyphaena rita ingår i släktet Anyphaena och familjen spökspindlar. Inga underarter finns listade i Catalogue of Life.